# Замок (строение)
За́мок (от чеш. zámek, через пол. zamek, калькированного с ср.-в.-нем. slōʒ — «за́мок» и «замо́к», в свою очередь калькирует лат. clusa «запор, форт, укрепление») — здание (или комплекс зданий), сочетающее в себе жилые и оборонительно-фортификационные задачи. В наиболее распространённом значении слова — укреплённое жилище феодала в средневековой Европе. Большое количество замков сохранилось до наших дней и является признанными памятниками истории и культуры.

## Функции
Главными функциями феодального замка с предместьями были:
- военная (центр военных операций, средство военного контроля над округом),
- административно-политическая (административный центр округа, место, где концентрировалась политическая жизнь страны),
- культурно-хозяйственная (торгово-ремесленный центр округа, место высшей элитарной и народной культуры).

## Определяющие характеристики
В отличие от городских крепостей, замки не являлись общественным защитным сооружением, а были построены и принадлежали местным феодалам. Соответственно, замки были предназначены для феодала и его сюзеренов. Ленно-вассальная система основана на взаимосвязи между сюзереном и его вассалами, где в обмен на военную службу вассала сюзерен предоставлял ему свои суверенные земли и ожидал лояльности.
Во время первого крестового похода западные армии встречали города-крепости и форты, которые они назвали замками, но они не будут рассматриваться в качестве таковых в условиях современного определения. Следует понимать разницу между крепостью и замком. Если замок — это, фактически, одно строение (здание), в котором в единое целое соединены и стены, и мосты, и жилые помещения, и башни, и рвы, и другие сооружения, то крепость — это, по сути, участок земли, обнесённый стеной с башнями.
При этом территория может быть как плотно застроена (домами, церквями, складами и т. п.), так и пуста — в этом случае можно говорить о крепостном дворе. Кроме того, крепость, как правило, имеет намного большую площадь, чем замок, что и позволяло застраивать внутреннее пространство крепостей различными строениями.
Термин «замок» также неправильно используется для обозначения зданий, укреплений железного века, например, Замок Девы в Дорсете. Замок использовался не только как крепость и тюрьма, но, что не менее важно, как место, где рыцари могли пировать вместе со своими товарищами. Хотя замок долгое время служил для защиты от вражеских сил, со временем эстетическая составляющая берёт верх в архитектуре замков, потому как внешний вид и размер являются отражением престижа и власти владельца.
Существует ложное представление о том, что замки существовали только в Европе, где они возникли, и на Ближнем Востоке, куда их перенесли крестоносцы. Вопреки этой точке зрения в Японии XVI и XVII века появляются аналогичные структуры, где они развиваются без прямого контакта и влияния из Европы и обладают совершенно другой историей развития, строятся отлично от европейских замков и разработаны, чтобы противостоять атакам совершенно иного характера.

## Составные элементы

### Холм
Насыпной холм из земли, часто смешанной с гравием, торфом, известняком или хворостом. Высота насыпи в большинстве случаев не превышала 5 метров, хотя иногда доходила до 10 и более метров. Поверхность часто покрывали глиной, либо деревянным настилом. Холм был круглый или приближенный к квадрату в основании, диаметр холма был по меньшей мере в два раза больше высоты.
На вершине возводилась деревянная, а позднее каменная, оборонительная башня, окруженная палисадом. Вокруг холма шёл заполненный водой или сухой ров, из земли которого и формировали насыпь. Доступ в башню осуществлялся через перекидной деревянный мост и устроенную на склоне холма лестницу.

### Внутренний двор
Большой внутренний двор площадью не более двух гектаров, окружающий или примыкающий к холму, а также разнообразные жилые и хозяйственные постройки — жилища хозяина замка и его воинов, конюшни, кузницу, склады, кухню и др. — внутри него. Снаружи двор был защищён деревянным палисадом, затем рвом, который заполнялся из ближайшего водоема, и земляным  валом. Пространство внутри самого двора могло быть разграничено на несколько частей, либо около холма строили несколько примыкающих друг к другу дворов.

### Донжон
Главная башня в европейских феодальных замках. В отличие от башен на стенах замка, донжон находится внутри крепостных стен (обычно в самом недоступном и защищённом месте) и обычно не связан с ними — это как бы крепость внутри крепости. Наряду с оборонительной, донжоны обычно выполняли функцию непосредственного жилища феодалов. Также в нём часто располагались различные важные помещения замка — оружейная, главный колодец, склады продовольствия.
Формы донжонов весьма разнообразны: в Великобритании были популярны четырёхугольные башни, но также встречались круглые, восьмиугольные, правильные и неправильные многоугольные донжоны, а также комбинации из нескольких перечисленных форм. Изменение формы донжонов связано с развитием архитектуры и осадной техники. Круглая или многоугольная в плане башня лучше противостоит воздействию снарядов.

### Крепостная стена
Крепостные стены — это защитные стены вокруг внутреннего двора. Они должны были быть достаточно высокими, чтобы затруднить штурм нападающим, использующим лестницы, и толстыми, чтобы противостоять мощи осадных механизмов, которые начиная с XV века стали включать в себя артиллерию. Типичная стена была 3 метра в толщину и 12 метров в высоту, однако размеры сильно разнились от замка к замку. Чтобы защитить их от подкопов, перед крепостными стенами иногда устраивали каменные отмостки. Боевой ход на вершине крепостной стены позволял защитникам метать снаряды в противников внизу, а парапет обеспечивал дополнительную защиту. Многочисленные башни на крепостной стене давали возможность защитникам замка вести продольный огонь вдоль стены. Бойницы в стенах не были распространены в Европе до XIII века, так как считалось, что они могут ослабить их прочность.

### Ров
Как правило, рвы вырывались вокруг замков как часть оборонительной системы. Они затрудняли доступ к крепостным стенам, в том числе осадным орудиям, таким как таран или осадная башня. Важное свойство заполненного водой рва — предотвращение подкопов. Зачастую реки и другие естественные водоёмы соединяли со рвами для их заполнения водой. Рвы требовалось периодически очищать от мусора, чтобы не допустить обмеления. Иногда на дне рвов ставили колья, затрудняющие преодоление его вплавь. Доступ в крепость, как правило, организовывался посредством подъёмных мостов.

### Ворота
Традиционно городские ворота строились, чтобы предоставить точку контролируемого входа и выхода людей, транспорта, товаров и животных из обнесённого стеной города. Помимо этого, такие ворота обладали и рядом других функций. В зависимости от ситуаций и исторического контекста, городские ворота могли иметь оборонительную, защитную, торговую или иные функции. Обычно ворота охранялись стражниками либо сторожами - воро́тниками. Если ворота закрывались на ночь, то стражники отпирали и запирали ворота и хранили от них ключи. Для входа при закрытых главных воротах служила расположенная сбоку от ворот калитка.
Вход был часто самым слабым звеном в защите стены. Чтобы преодолеть это, строились ворота, позволяя тем самым управлять потоками движения внутри замка. Перед воротами находилось слепое пятно, поэтому с каждой из сторон ворот были добавлены башни. Ворота обладали большим количеством защитных механизмов, чтобы сделать прямое нападение на них гораздо более сложной задачей. Обычно была ещё одна опускная решётка (герса), сделанная из дерева и армированная металлом, а также бойницы для стрельбы из лука. Проход через ворота был удлинён, чтобы увеличить количество времени, которое противник должен был потратить под огнём, не имея возможности ответить, находясь в ограниченном пространстве.

## История возникновения и развития
Первыми предшественниками замков стали укрепления VIII—VII веков до н. э., воздвигавшиеся на территории Ассирии. Прототипы замков можно видеть в архитектуре Древнего Рима. В эту эпоху укреплялись загородные дворцы римских императоров, как, например, дворец императора Диоклетиана в Салоне (предместье современного Сплита, Хорватия). Древнеримские укрепления оказали значительное влияние на архитектуру европейских замков эпохи Средневековья. Фортификационные сооружения получили большое распространение в Византии, откуда они к IX веку проникли в Западную Европу.
В связи с феодальной раздробленностью и, как следствие, частыми междоусобными войнами, жилище феодала должно было выполнять и оборонительную задачу. В Западной Европе замки, как именно жилища дворян-феодалов, стали массово появляться с X века («озамкование» по терминологии П. Тубера).
В Англии замковое строительство достигло наибольшего расцвета в XII веке.
С окончанием эпохи Средневековья замки стали утрачивать свою первоначальную — оборонительную — функцию, которая уступила теперь место жилой. С развитием артиллерии оборонительная задача замков исчезла окончательно; черты замковой архитектуры сохранялись лишь в качестве элементов декора (французский замок Пьерфон, конец XIV века). Многие замки оказались заброшены, другие — перестроены в дворцы или усадьбы, отдельные оказались встроены в крепости (Крепость Кёнигштайн).
Возобладала регулярная планировка с четко выраженной симметрией, главное здание приобрело дворцовый характер (Мадридский замок в Париже, XV—XVI века) или Несвижский замок в Белоруссии (XVI век).
В XVI веке замковая архитектура в Западной Европе окончательно вытеснилась дворцовой. Оборонительную задачу дольше всего сохраняли замки Грузии, которые активно строились вплоть до XVIII века.
Существовали замки, принадлежавшие не одному феодалу, а рыцарскому ордену. Такие замки отличались бо́льшими размерами, в пример можно привести Кёнигсбергский замок.
Многочисленные замки сохранились в долинах Рейна, Луары, в Испании и Палестине (замки крестоносцев).

## Структура
Ранние европейские замки строились преимущественно из дерева; они опоясывались деревянной оградой — палисадом; уже тогда вокруг замков стали появляться рвы. Примером такого замка может служить Вышгородский замок киевских князей. Каменное замковое строительство распространилось в Западной и Центральной Европе лишь к XII веку.
Главной частью средневекового замка являлась центральная башня — донжон, выполнявшая функции цитадели. Помимо своих оборонительных функций, донжон являлся непосредственным жилищем феодала. Также в главной башне часто находились жилые комнаты других обитателей замка, колодец, хозяйственные помещения (склады продовольствия и др.). Часто в донжоне располагался крупный парадный зал для приёмов. Элементы донжона можно найти в замковой архитектуре Западной и Центральной Европы, Кавказа, Средней Азии и т. п.
Обычно замок имел небольшой внутренний двор, который окружали массивные зубчатые стены с башнями и хорошо укреплёнными воротами. Далее следовал внешний двор (форбург), включавший в себя хозяйственные постройки, а также замковые сад и огород. Весь замок был окружён вторым рядом стен и рвом, через который перебрасывался подъёмный мост. Если позволял рельеф местности, то ров заполнялся водой и замок превращался в замок на воде.
Центрами обороны стен замка были выступающие за плоскость стен башни, позволяющие организовать фланговый обстрел идущих на приступ. В русской фортификации участки стен между башнями назывались пряслами. В связи с этим замки представляли собой в плане многоугольник, стены которого следовали рельефу местности. Многочисленные примеры подобных сооружений дошли до наших дней на территории Великобритании, ФРГ, Франции, Украины и Белоруссии (например — Мирский замок в Белоруссии или Луцкий замок на Украине).
Со временем структура замков усложнялась; в территорию замков включались уже казармы, суд, храм, тюрьма и другие сооружения (замок Куси во Франции, XIII век; замок Вартбург в Германии, XI век; замок Харлек в Великобритании, XIII век).
С началом массового применения пороха начинается закат эпохи строительства замков. Так, осаждающие начали проводить в случае, если это позволял грунт, сапёрные работы — незаметно копать сапы, позволявшие подвести под стены большие заряды взрывчатого вещества (штурм Казанского кремля в XVI веке). В качестве мер борьбы осаждённые заблаговременно на заметном удалении от стен рыли подземную галерею, из которой вели прослушивание с целью обнаружения подкопов и своевременного их уничтожения.
Однако развитие артиллерии и увеличение её разрушительного действия в конце концов заставили отказаться от использования замков как основы оборонительных стратегии и тактики. Высокие каменные стены, на которые делали ставку фортификаторы прежних веков, чтобы затруднить их приступ, оказались слишком уязвимы для действия осадной артиллерии.
Наступило время крепостей — сложных инженерных сооружений с развитой системой бастионов, равелинов и т. п.; развилось искусство построения крепостей — фортификация. Крепостные сооружения стали более приземистыми и толстостенными. Признанным авторитетом фортификации этой эпохи был главный инженер Людовика XIV, маршал Франции Себастьен де Вобан (1633—1707).
Такие крепости, иногда развившиеся со временем из замков, использовались и во Вторую мировую войну для сковывания сил противника и задержки его наступления (см.: Брестская крепость).

## Строительство
Строительство замка начиналось с выбора места и строительных материалов. Замок из дерева стоил дешевле, и построить его было проще, чем замок из камня. Стоимость строительства большинства замков не дошла до наших дней; большинство сохранившихся документов по теме относится к королевским дворцам. Замок из дерева с мотт и бейли мог быть построен неквалифицированной рабочей силой — зависимыми от феодала крестьянами, которые уже обладали навыками, необходимыми для строительства деревянного замка (умели рубить лес, копать и работать с деревом). Вынужденным работать на феодала рабочим, скорее всего, ничего не платили, так что строительство замка из дерева обходилось дешево. По оценкам специалистов, для постройки холма средней величины — 5 метров высотой и 15 метров в ширину — требовалось 50 рабочих и 40 дней. Известный архитектор Джеймс из Сент-Джорджа, ответственный за строительство замка Бомарис, так описывал расходы, связанные со строительством замка:
Если Вы думаете, куда может тратиться так много денег за неделю, сообщаем, что нам требовалось и будет требоваться в будущем 400 каменщиков, а также 2000 менее опытных женщин, 100 телег, 60 повозок и 30 лодок для поставки камня; 200 рабочих на каменоломне; 30 кузнецов и плотников, чтобы положить поперечные балки и полы, а также для выполнения другой необходимой работы. Это всё не учитывая гарнизон... и покупку материалов. Которых требуется большое количество... Выплаты рабочим всё еще задерживаются, и мы испытываем большие трудности, удерживая рабочих, потому что им попросту негде жить.
Было проведено исследование, изучавшее издержки, связанные со строительством замка Ланже, построенного в 992 году во Франции. Каменная башня 16 метров в высоту, 17,5 метров в ширину и 10 метров в длину со стенами в среднем 1,5 метра. Стены содержат 1200 квадратных метра камня и имеют поверхность 1600 квадратных метров. Было оценено, что для строительства башни потребовалось 83 000 человеко-дней, большинство из которых требовали неквалифицированной рабочей силы.
Каменные замки было дорого не только строить, но и поддерживать в хорошем состоянии, поскольку они содержали большое количество древесины, которая часто была невыдержанной и нуждалась в постоянном уходе.
Средневековые машины и изобретения оказались незаменимы во время строительства; античные методы строительства деревянного каркаса были улучшены. Поиск камня для строительства являлись одной из основных проблем; часто решением становилась каменоломня поблизости от замка.
Из-за нехватки камня использовались альтернативные материалы, например, кирпич, который также использовали из эстетических соображений, так как он был в моде. Поэтому, даже несмотря на достаточное количество камня, некоторые строители выбирали кирпич как основной материал для постройки замка.
Материал для строительства зависел от местности: в Дании мало каменоломен, потому большинство её замков из дерева или кирпича, в Испании большинство замков из камня, в то время как в Восточной Европе замки обычно были построены с использованием дерева.

## Восточноевропейские замки

### Древнерусский период
Что касается Руси, то даже в период феодальной раздробленности замки не получили существенного распространения. Старорусские укрепления вообще имели очень своеобразный характер: тесно связанные с городом, они вмещали не только оборонительные сооружения, но также культовые и жилые здания. На русской земле обязательным признаком города было ограждение вокруг него либо в виде тына, либо в виде стены, деревянной или каменной. Последним прибежищем жителей при осаде города был кремль (также кром или детинец), по своей функции в принципе аналогичный европейскому замку, а точнее — его цитадели. Однако замков в прямом понимании этого слова — укреплённых жилищ феодалов — на Руси практически не существовало. Одной из причин этого было лествичное право: феодальные рода, постоянно проживающие в определенной резиденции, отсутствовали, и большинство князей на протяжении своей жизни меняли несколько владений, поэтому у них отсутствовала особая мотивация постоянно укреплять свои жилища. Многочисленные укреплённые монастыри также не являлись замками как таковыми — это были крепости.
В древнерусских летописях понятию «замок» соответствуют термины «градъ» (так называли любую крепость) и «дворъ». Древнерусские замки (дворы) являлись центрами боярских и княжеских вотчин («малые города»), некоторые из них со временем обрастая посадами разрослись до полноценных городов. В этом случае замки становились городской цитаделью («детинцем»). Б. А. Рыбаков относил к таковым все города, получившие названия от имени князя. К замкам можно отнести и укреплённые дворы феодалов, располагавшиеся в крупных городах. К примеру в Киеве помимо двора великого князя, находились дворы всех княжеских династий Древней Руси, а так же дворы влиятельнейших бояр. К замковым комплексам исследователи также относят епископские дворы. Выделение замков в текстах летописей XII—XIII веков вызывает затруднения, так как в них называются «городами» как собственно города - столицы удельных княжеств волостные центры, «частновладельческие города»; так и пограничные крепости и «феодальные усадьбы-замки» светских и церковных феодалов. На основе археологических данных А. В. Куза причислял к замкам значительное количество исследованных городищ. Примерами древнерусских замков являются двор Владимира Мономаха в Любече и единственные в своём роде частично сохранившиеся каменные палаты Андрея Боголюбского.
В. В. Долгов резко критикует формальный подход Кузы и Рыбакова при классификации древнерусских городищ. Он обращает внимание на то, что летописный термин "город" обозначает общину проживающую за крепостной оградой и прямое его соотнесение с термином "замок" невозможно. Исследователи также отмечают, что широко распространённые  на территории Древней Руси деревоземляные укрепления феодальных усадеб не могли обеспечить своим обитателям столь же мощную защиту, как западно- и центральноевропейские каменные замки.

### Российская империя
Императоры России XVIII века занимались строительством оборонительных сооружений (например, Петр I и крепость Санкт-Питербурх, названная по собору в ней Петропавловской), но таковые большей частью не носили характера личных резиденций монарха. Другие из императорских крепостей, небольшие, имели скорее декоративный и военно-тренировочный характер, что можно сказать о крепостях Петерштадт Петра III в Ораниенбауме и Бип в Павловске.

#### Михайловский замок
В конце XVIII века романтически и мистически настроенный и увлеченный идеями европейского рыцарства российский император Павел I организует строительство в качестве своей резиденции Михайловского замка в центральной части Санкт-Петербурга на месте Летнего дворца императрицы Елизаветы Петровны, в котором он родился. В подражание европейским феодальным замкам и небезосновательно опасаясь за свою безопасность, император с архитекторами придал дворцу значительные оборонительные характеристики, что не было характерно для других российских императорских резиденций XVIII и XIX веков. Так, здание дворца было со всех сторон окружено водными протоками естественного (реки Фонтанка и Мойка) и искусственного (каналы) происхождения, охраняемые мосты через которые были сделаны подъёмными и поднимались на ночь для недопущения несанкционированного проникновения потенциальных участников покушения в замок. В итоге предосторожности фортификационного характера не помогли, и император был убит в своей спальне замка изменившими монарху военными и придворными заговорщиками, имевшими законное право доступа на территорию.
Михайловский замок, как и ряд других петербургских зданий эпохи Павла I (Каменноостровский дворец и соседняя Иоанновская церковь), Приоратский дворец в Гатчине, Воронцовский дворец на Садовой улице с Мальтийской капеллой при этом дворце, волей исторических событий и самого Павла I оказались действительно связаны с тогдашними остатками западноевропейского рыцарства. После изгнания атеистически настроенным Наполеоном рыцарей древнего католического Мальтийского ордена с их земель Павел I пригласил их в Россию, основал российское приорство ордена и получил титул его Великого магистра.

##### Названия соседних объектов, связанные с Михайловским замком
Согласно легенде, замок и его церковь получили имя архангела Михаила, явившегося солдату, стоявшему на карауле у прежнего дворца на этом месте. Назван был Михаилом и младший из сыновей Павла I, и это имя было присвоено целому кусту названий соседних объектов: соседние с Михайловским замком дворец, построенный Карлом Росси, где жил Михаил Павлович, и сад получили название Михайловских, как и площадь перед дворцом, ставшая в советское время площадью Искусств, и недлинная парадная улица, ведущая к дворцу от главной магистрали города - Невского проспекта, носившая в советское время имя жившего на ней художника Исаака Бродского, чей музей-квартира находится в одном из домов на площади.
- Большой двор замка
- Генеральный план, рисунок В. Бренна
- План замка
- Кордегардия Михайловского замка

## Современное использование
В наше время замки выполняют декоративную функцию. Некоторые из них превращают в рестораны, другие становятся музеями. Некоторые реставрируют и сдают на продажу или в аренду.
С развитием киноиндустрии, многие сравнительно хорошо сохранившиеся или отреставрированные замки стали использоваться в качестве мест для съёмок исторических и костюмно-приключенческих фильмов и сериалов.
Так, в Каменец-Подольском замке XIV—XVI вв. снимался детский приключенческий сериал киностудии им. Довженко «Старая крепость» (1973—1976), а в расположенном в Черновицкой области Украины Хотинском замке XV столетия снимались советские фильмы «Д’Артаньян и три мушкетёра» (1978) Г. Э. Юнгвальд-Хинкевича, «Баллада о доблестном рыцаре Айвенго» (1982), «Чёрная стрела» (1985), «Приключения Квентина Дорварда, стрелка королевской гвардии» (1988) и «Рыцарский замок» (1990) С. С. Тарасова, а также российский фильм «Тарас Бульба» (2009) В. В. Бортко.
Валлийский замок Мэнорбир, в котором родился и вырос известный историк и географ XII века Гиральд Камбрийский, сыграл роль Кэр-Паравела в телесериале BBC «Хроники Нарнии» (1988—1990). Основное действие исторического боевика Джонатана Инглиша «Железный рыцарь» (2011) происходит в Рочестерском замке, в годы Первой баронской войны (1215—1217) выдержавшем реальную осаду королевской армии. Интерьеры чешских замков XIV столетия Швигов, Точник и Кост задействованы были при съёмках телесериала History Channel «Падение Ордена» (2017—2020). А в замке Хайклер графов Карнарвонов в Беркшире снимались эпизоды британских сериалов «Дживс и Вустер» (1990—1993), «Агата Кристи. Марпл. 4.50 из Паддингтона» (2004) и «Аббатство Даунтон» (2010—2015).
Особенно прославились в этом отношении средневековые замки Испании. Так, в принадлежавшем фавориту кастильского короля Энрике Бессильного (1454—1474) Хуану Пачеко замке Бельмонте снимались такие фильмы, как «Эль Сид» (1961) Энтони Манна, «Плоть и кровь» (1985) Пола Верхувена, «Дыхание дьявола» (1993) Пако Лусио, «Хуана Безумная» (2001) Висенте Аранда, «Кабальеро Дон Кихот» (2002) Мануэля Гутьерреса Арагона и др. А в замке Алькасар в Сеговии проходили съёмки исторических сериалов «Красный орёл» (2009—2016) и «Изабелла королева Кастилии» (2011—2014). В масштабном телепроекте кинокомпании HBO «Игра Престолов» (2011—2019) задействованы были замки Трухильо (Касерес) в Эстремадуре (Утёс Кастерли клана Ланнистеров), Альмодовар-дель-Рио в Кордове (Хайгарден клана Тиррелов), Санта-Флорентина в Барселоне (Рогов Холм клана Тарли), Алькасаба в Альмерии (Солнечное Копьё клана Мартеллов), Алькасар в Севилье (дворцовые сцены Дорна), Сафра в Гвадалахаре (Башня Радости), а также Пеньискола в Валенсии (город Миэрин). Родовое гнездо Старков Винтерфелл снималось частично в замке Уард в Северной Ирландии, частично в замке Дун в Шотландии.

## Замки в культуре
В XVIII—XIX веках интенсивное развитие такого культурного направления, как романтизм, спровоцировало настоящую «культурную экспансию» Средневековья — в обществе резко возрос интерес как к собственно Средневековью, так и его к разнообразным культурным проявлениям. Появился такой литературный жанр, как готический роман, и новое развитие получил исторический роман. Действие романтической прозы в этих жанрах часто разворачивается в эпоху Средневековья и (или) происходит в замках.
При этом последние нередко выступают в качестве объектов нападений или осад, обязательно с участием в них главных героев. Таковы описания Вальтером Скоттом осады замка нормандского барона Фрон-де-Бёфа Торкильстон в романе «Айвенго» (1819) и Шонвальдского замка епископа Льежского в романе «Квентин Дорвард» (1823), или описания Артуром Конан Дойлом осады замка Вильфранш восставшими жаками в романе «Белый отряд» (1891) и замка бретонского барона Оливье де Сент-Ивона Ла Броиньер в романе «Сэр Найджел Лоринг» (1906).
Кроме того, романтизм и косвенно связанное с ним развитие мистицизма (особенно в высшем свете) резко усилили уже имевшуюся в различных слоях общества тенденцию населять замки разного рода призраками, духами и прочими мистическими существами. Вскоре стиль готического романа начал приобретать мистические черты, а по всей Европе прокатилась волна сообщений о контактах с призраками замков.
Волна романтизма также породила возникновение ряда архитектурных стилей (см. историзм), подражающих Средневековью, в частности, неоготики. Этим стилям было присуще общее тяготение к стилизации здания под замок, для чего широко использовались декоративные машикули и стены, высокие узкие окна, ложные бойницы и т. д.
В конце XVIII — начале XIX веков, на волне романтизма, строительство замков вновь несколько активизировалось. При этом новопостроенные замки часто стилизировались под средневековые, однако не имели никакого оборонительного значения — стены и башни этих замков, порой весьма внушительные, служили лишь декоративным целям. Первым примером такого замка, оказавшим влияние на другие замки стал королевский замок Пена в Синтре, Португалия. Характерными примерами подобного типа замков являются замки, построенные королём Людвигом II Баварским в середине XIX века (в особенности — замок Нойшванштайн). В России таким примером стилизованного готического замка был замок Храповицкого в Муромцево (Владимирская область).